# Ibn Chordadhbeh
Ibn Chordadhbeh (* um 820; † um 912) war Beamter und Geograph in Medien (Dschibal) im westlichen Persien.

## Leben und Werk
Er schrieb 847 das geografisch aufschlussreiche Werk Kitāb al-Masālik wa l-Mamālik (= Buch der Wege und Länder), ein Routenbuch für Händler, in dem die Handelsrouten und Kurierstrecken der islamischen Welt mitsamt den Poststationen vom Kaspischen Meer und dem europäischen Russland bis nach Nordwestafrika und Spanien dokumentiert wurden. Anlass war wahrscheinlich die Unterweisung eines Untergebenen.
Die Sammlung seiner Reisebeschreibungen ist außergewöhnlich umfangreich und präzise. Zentrum des Itinerariums ist die Kalifenstadt Bagdad.
Ibn Chordadbeh besaß einen arabisch-bildhaften, keineswegs trockenen Ton. Ein spezielles Kapitel ist den jüdischen Kaufleuten vorbehalten, die als Vermittler zwischen den verfeindeten Christen und Muslimen eine entscheidende Rolle einnahmen und in Land- und Seehandel den barbarischen und wirtschaftlich darniederliegenden Okzident mit der islamischen Welt und dem Orient bis nach China verbanden, so dass sich im Okzident seit dem 8. Jahrhundert ein bis ins 11. Jahrhundert andauernder Wirtschaftsaufschwung vollzog. Zu ihnen heißt es unter der Überschrift „Weg der jüdischen Kaufleute, der so genannten Radhaniten“:

„Diese Kaufleute sprechen Persisch, Romanisch (Griechisch und Lateinisch), Arabisch, fränkische Sprachen, Spanisch und Slawisch. Sie reisen vom Okzident in den Orient und vom Orient in den Okzident, bald zu Lande und bald zu Wasser. Aus dem Okzident bringen sie Eunuchen, weibliche Sklaven und Knaben, Seide, Pelztierwaren und Schwerter. Sie schiffen sich im Land der Franken auf dem Mittelmeer ein und steuern Farama an (nahe den Ruinen des alten Pelusium gelegen); dort laden sie ihre Waren auf Lasttiere und begeben sich bei einer Entfernung von 20 farsakh (Maßeinheit von ungefähr 5,6 km) in fünf Tagesmärschen nach Kolzoum (= Suez). Auf dem östlichen Meer (= Rotes Meer) fahren sie nach El-Djar (Hafen von Medina) und nach Djeddah; dann begeben sie sich nach Sind (= Persien), Indien und China. Auf ihrem Rückweg haben sie Moschus, Aloë, Kampfer, Zimt und andere Produkte aus den orientalischen Gegenden geladen und erreichen Kolzoum, dann Farama, wo sie sich wieder auf dem Mittelmeer einschiffen. Manche setzen die Segel nach Konstantinopel, um dort ihre Waren zu verkaufen; andere begeben sich in das Land der Franken.

Manchmal nehmen die jüdischen Kaufleute auf dem Mittelmeer Kurs auf Antiochia am Orontes. Nach drei Tagesmärschen gelangen sie an die Ufer des Euphrat und kommen nach Bagdad. Dort befahren sie den Tigris bis nach Basra, von wo sie nach Oman segeln, nach Persien, Indien und China. Sie können also ohne Unterbrechung reisen.“

Der Originaltext des Routenbuchs wird in einem Codex in Oxford aufbewahrt.